# Warren Ajax
 (août 2023).
Warren Ajax, né le 12 mai 1921 à Minneapolis dans le Minnesota et décédé le 19 décembre 2004 à Hot Springs dans l'Arkansas était un joueur professionnel de basket-ball.
Il a disputé trois matches pour les Lakers de Minneapolis, alors en ligue NBL, affichant une moyenne de 0,3 points.
Il a la particularité d'être parmi les tout premiers joueurs engagés par les Lakers à la suite du rachat des Gems de Détroit et la relocalisation de la franchise à Minneapolis.